# Выборы губернатора Тульской области (2016)
Выборы губернатора Тульской области состоялись в Тульской области 18 сентября 2016 года в единый день голосования. Прямые выборы губернатора проходили впервые с 2001 года. Губернатором на 5 лет был избран Алексей Дюмин, ранее назначенный указом президента врио губернатора.

## Предшествующие события
С 1997 по 2005 год два 4-летних срока подряд губернатором Тульской области был Василий Стародубцев (КПРФ). Он дважды избирался в ходе прямых выборов. В декабре 2004 года по инициативе президента России Владимира Путина избрание высших должностных лиц путём прямого голосования граждан было заменено на назначение законодательными органами по представлению президента Российской Федерации.
В апреле 2005 президент России Владимир Путин через процедуру утверждения депутатами Тульской областной думы назначил губернатором главного инженера тульского оборонного ГУП «КБ приборостроения» Вячеслава Дудку на 5 лет. В апреле 2010 президент России Дмитрий Медведев продлил губернаторские полномочия Дудки ещё на 5 лет. Однако уже в июле 2011 он досрочно ушёл в отставку, а врио губернатора был назначен состоятельный предприниматель и депутат Госдумы от «Единой России» Владимир Груздев, который вскоре, вновь через процедуру утверждения областной думой, стал губернатором на 5 лет.
В 2012 году президент России Дмитрий Медведев принял закон, вернувший в России прямые выборы глав регионов.
Срок полномочий Груздева истекал 18 августа 2016, однако 2 февраля он досрочно ушёл в отставку. Врио губернатора президент России Владимир Путин назначил высокопоставленного военного Алексея Дюмина.

### Ключевые даты
- 16 июня 2016 года Тульская областная Дума официально назначила выборы на 18 сентября 2016 года (единый день голосования)[2].
  - 21 июня опубликован расчёт числа подписей, необходимых для регистрации кандидата[3].
  - с 4 июля по 3 августа — период выдвижения кандидатов.[2]
  - агитационный период начинается со дня выдвижения кандидата и прекращается за одни сутки до дня голосования.
- с 3 по 8 августа — представление документов для регистрации кандидатов. К заявлениям должны прилагаться листы с подписями муниципальных депутатов.[2]
- 17 сентября — день тишины.
- 18 сентября — день голосования.

## Выдвижение и регистрации кандидатов
После возвращения прямых выборов губернаторов в 2012 году Тульская областная дума приняла региональный закон о выборах губернатора Тульской области по которому кандидаты должны выдвигаться только политическими партиями, а самовыдвижение не допускалось.. Однако в апреле 2016 года, накануне досрочных выборов, областная дума внесла ряд изменений, среди которых и возможность самовыдвижения кандидатов с обязательным условием сбора 2 % подписей от числа избирателей (около 25000 подписей).
Каждый кандидат на должность губернатора при регистрации должен представить список из трёх человек, первый из которых, в случае избрания кандидата, станет сенатором в Совете Федерации от правительства региона.

### Муниципальный фильтр
1 июня 2012 года вступил в силу закон, вернувший прямые выборы глав субъектов Российской Федерации. Однако был введён так называемый муниципальный фильтр. Всем кандидатам на должность главы субъекта РФ (как выдвигаемых партиями, так и самовыдвиженцам), согласно закону, требуется собрать в свою поддержку от 5 % до 10 % подписей от общего числа муниципальных депутатов и избранных на выборах глав муниципальных образований, в числе которых должно быть от 5 до 10 депутатов представительных органов муниципальных районов и городских округов и избранных на выборах глав муниципальных районов и городских округов. Муниципальным депутатам представлено право поддержать только одного кандидата.
В Тульской области кандидаты должны собрать подписи 7 % муниципальных депутатов и глав муниципальных образований. Среди них должны быть подписи депутатов районных и городских советов и (или) глав районов и городских округов в количестве 7 % от их общего числа. При этом подписи нужно получить не менее чем в трёх четвертях районов и городских округов. По расчёту избиркома, каждый кандидат должен собрать от 71 до 74 подписей депутатов всех уровней и глав муниципальных образований, из которых от 32 до 34 — депутатов райсоветов и советов городских округов и глав районов и городских округов не менее чем 20 районов и городских округов области.

## Кандидаты
Назначенный президентом Путиным врио губернатора Алексей Дюмин решил пойти на выборы в качестве самовыдвиженца, но при поддержке «Единой России». При этом для «Единой Россия» Тульская область стала в 2016 году единственным регионом, где не проводились праймериз по отбору кандидата в губернаторы от партии. О поддержке на выборах Дюмина заявили и в ЛДПР. Для регистрации в качестве самовыдвиженца ему требовалось собрать подписи 2 % жителей региона (24 297 подписей) и 71 подпись муниципальных депутатов. 4 июля Дюмин первым подал документы для участия в выборах.
В партии «Яблоко» решили бойкотировать губернаторские выборы, так как считают их «срежиссированными».
В «Справедливой России» заявили, что не хотят тратить ресурсы на выборы, «результаты которых заранее известны».
От КПРФ сперва в начале июля было заявление о выдвижении секретаря регионального отделения Алексея Лебедева, однако позднее оно было опровергнуто. Неделю спустя, 14 июля, от партии был выдвинут его брат Олег Лебедев.
Также своих кандидатов выдвинули 8 июля «Коммунисты России» (Олег Веселов) и 15 июля «Российская партия пенсионеров за справедливость» (Николай Огольцов).
| Кандидат         | Должность (на момент выдвижения)                                          | Партия                                              | Статус              | Кандидаты в Совет Федерации                          |
| ---------------- | ------------------------------------------------------------------------- | --------------------------------------------------- | ------------------- | ---------------------------------------------------- |
| Олег Веселов     | сотрудник филиала ФГБУ «ФКП Росреестра» по Тульской области               | Коммунисты России                                   | зарегистрирован     | Вадим Соловьев Ирина Матыженкова Александр Пинаев    |
| Алексей Дюмин    | врио губернатора Тульской области                                         | самовыдвижение (при поддержке Единой России и ЛДПР) | зарегистрирован     | Дмитрий Савельев Николай Воробьёв Михаил Грязев      |
| Олег Лебедев     | депутат Госдумы                                                           | КПРФ                                                | зарегистрирован     | Андрей Козельский Надежда Грибанова Татьяна Косарева |
| Николай Огольцов | начальник отдела корпоративной защиты АО «Газпром газораспределение Тула» | РППС                                                | зарегистрирован     | Александр Пустовой Олеся Курбатова Дмитрий Гольтяков |
| Олег Липский     | временно не работает                                                      | самовыдвижение                                      | отказ в регистрации |                                                      |
| Игорь Степанов   | временно не работает                                                      | самовыдвижение                                      | отказ в регистрации |                                                      |

## Итоги выборов
В выборах приняли участие 548 459 человек, таким образом явка избирателей составила 45,5 %.
| Явка избирателей                                      | Явка избирателей                                      | Явка избирателей | Явка избирателей |
| ----------------------------------------------------- | ----------------------------------------------------- | ---------------- | ---------------- |
| Число избирателей, включённых в список избирателей    | Число избирателей, включённых в список избирателей    | 1 205 455        | 100 %            |
| Из них приняли участие в выборах (выдано бюллетеней)  | Из них приняли участие в выборах (выдано бюллетеней)  | 548 459          | 45,5 %           |
| Из принявших участие в выборах проголосовали досрочно | Из принявших участие в выборах проголосовали досрочно | 0                | 0 %              |
| Процент испорченных бюллетеней                        |                                                       |                  |                  |
| Приняли участие в голосовании (возвращено бюллетеней) | Приняли участие в голосовании (возвращено бюллетеней) | 548 165          | 100 %            |
| Из них действительных бюллетеней                      | Из них действительных бюллетеней                      | 537 366          | 98,03 %          |
| Из них недействительных бюллетеней                    | Из них недействительных бюллетеней                    | 10 799           | 1,97 %           |
| Распределение голосов:                                |                                                       |                  |                  |
| 1.                                                    | Алексей Дюмин                                         | 461 411          | 84,17 %          |
| 2.                                                    | Олег Лебедев                                          | 41 259           | 7,53 %           |
| 3.                                                    | Олег Веселов                                          | 18 673           | 3,41 %           |
| 4.                                                    | Николай Огольцов                                      | 16 023           | 2,92 %           |
| Число действительных (учтённых) бюллетеней            | Число действительных (учтённых) бюллетеней            | 537 366          | 100 %            |

Выборы выиграл Алексей Дюмин, набравший 84,17 % голосов избирателей. 22 сентября 2016 года он вступил в должность губернатора Церемония инаугурации прошла в Колонном зале Дома Дворянского собрания.
23 сентября Дюмин назначил сенатором от правительства Тульской области Дмитрия Савельева, который до этого был депутатом Госдумы от Единой России IV созыва (2007—2011 годы) и V созыва (с декабря 2011 года), входил в комитет Госдумы по охране здоровья.. Ранее правительство Тульской области в Совете Федерации представляла Юлия Вепринцева. В сентябре 2016 года она досрочно сложила полномочия.